# Herbert Ott
Herbert Ott es un deportista suizo que compitió en bobsleigh. Ganó una medalla de oro en el Campeonato Europeo de Bobsleigh de 1972, en la prueba cuádruple.

## Palmarés internacional
| Campeonato Europeo | Campeonato Europeo   | Campeonato Europeo | Campeonato Europeo |
| Año                | Lugar                | Medalla            | Prueba             |
| ------------------ | -------------------- | ------------------ | ------------------ |
| 1972               | Sankt Moritz (Suiza) | Medalla de oro     | Cuádruple          |